# Bactrocera emittens
Bactrocera emittens är en tvåvingeart som först beskrevs av Walker 1860.  Bactrocera emittens ingår i släktet Bactrocera och familjen borrflugor. Inga underarter finns listade.